# Jurassic Park III
Jurassic Park III er en amerikansk science fiction-film fra 2001, instrueret af Joe Johnston. Det er den tredje film i rækken af Jurassic Park-film, og den første, der hverken er baseret på et bogforlæg af Michael Crichton eller er instrueret af Steven Spielberg. 

## Medvirkende
- Sam Neill – Dr. Alan Grant
- William H. Macy – Paul Kirby
- Téa Leoni – Amanda Kirby
- Trevor Morgan – Eric Kirby
- Alessandro Nivola – Billy Brennan
- Laura Dern – Dr. Ellie Sattler
- Mark Harelik – Ben Hildebrand
- Michael Jeter – Udesky
- John Diehl – Cooper